# 黎寬怡
黎寬怡（英語：Kitty Lai，1994年11月1日—），香港女藝人、演員、節目主持人及模特兒，現為無綫電視經理人合約藝員。

## 簡歷
黎寬怡有一名胞妹，從小在九龍屋苑長大，曾就讀中華基督教會協和書院（2013年中六），之後修讀香港高等教育科技學院時裝設計課程，並取得榮譽文學士學位；於2017年報名參加《2017年度香港小姐競選》，僅獲面試機會而不獲入圍，同年投考無綫電視第29期藝員訓練班，翌年4月正式成為旗下藝員，除了當藝人，亦有兼職平面模特兒。2018年，她加入該台資訊節目《東張西望》，擔任其中一位外景主持；於2019年1月《大帥哥》祝捷晚會裡，訪問張衛健時突然哭泣而受到觀眾注目。同年4月又在《2019亞洲最具影響力盛典頒獎典禮》中，採訪吳卓羲、黃宗澤、馬德鐘及胡定欣期間驟然流淚，卻被網民質疑故意突顯自己。2020年初，她於《香港愛情故事》拍攝現場探班訪問內，曾稱讚受訪者葉童具氣質，惟被指說話欠技巧反令對方感到被冒犯。
2022年3月，黎寬怡轉簽經理人合約。

## 事件
2021年1月初，黎寬怡在後台採訪完《萬千星輝頒獎典禮2020》「最佳男配角」得主白彪後，因有工作人員上前跟她說可以跟《東張西望》同事一起合照，以慶祝獲得「最佳非戲劇節目」獎，故此立即將麥克風交給其他人，再大叫一聲便轉身離開；白彪不知所為何事就緊隨其後，但發現不對勁，加上被攝影師叫停才回頭繼續拍照，而整個訪問均是全程直播。事後，她被網民批評沒禮貌，舉止失態且不尊重前輩，隨即透過社交網站表示當時其實已完成訪問，並有向白彪點頭致謝；亦可能直播期間聲線比較輕，所以引起公眾誤會，自己會汲取經驗，繼續學習和改進不足之處。

## 演出作品

### 電視劇
| 首播       | 劇名                           | 角色                                    |
| 無綫電視   |                                |                                         |
| 2018年至今 | 愛·回家之開心速遞              | Judy Chu（第247集）                     |
| 2018年至今 | 愛·回家之開心速遞              | 少 女（第309集）                        |
| 2018年至今 | 愛·回家之開心速遞              | 女藝人（第446、450集）                  |
| 2018年至今 | 愛·回家之開心速遞              | 模特兒（第447、785、843、882集）        |
| 2018年至今 | 愛·回家之開心速遞              | 老何未婚妻（第468集）                   |
| 2018年至今 | 愛·回家之開心速遞              | 途 人（第512集）                        |
| 2018年至今 | 愛·回家之開心速遞              | Milky（第544集）                        |
| 2018年至今 | 愛·回家之開心速遞              | 《慌張西望》主持（第566集）             |
| 2018年至今 | 愛·回家之開心速遞              | 記 者（第779、872、897集）              |
| 2018年至今 | 愛·回家之開心速遞              | 禮儀小姐（第809集）                     |
| 2018年至今 | 愛·回家之開心速遞              | 受騙少女（第872集）                     |
| 2018年至今 | 愛·回家之開心速遞              | 美 女（第931集）                        |
| 2018年至今 | 愛·回家之開心速遞              | 售貨員（第1338集）                      |
| 2018年至今 | 愛·回家之開心速遞              | 籌款晚會司儀（第1385集）                |
| 2018年至今 | 愛·回家之開心速遞              | 主 持（第1706集）                       |
| 2018年     | BB來了                         | 唐恬兒前同事（第3、6集）                |
| 2018年     | 是咁的，法官閣下               | 文理大學學生（第4、5、7集）             |
| 2018年     | 兄弟                           | 拳賽女郎（第7、18集）                   |
| 2018年     | 救妻同學會                     | 二樓舍員（第1、2、5集）                 |
| 2019年     | 福爾摩師奶                     | 陳 太（第1集）                          |
| 2019年     | 鐵探                           | 警察公共關係科警員（第13、20集）        |
| 2019年     | 白色強人                       | 網絡打手（第25集）                      |
| 2019年     | 十二傳說                       | 女 鬼（第3集）                          |
| 2019年     | 包青天再起風雲                 | 綠（第1、6集）                          |
| 2019年     | 她她她的少女時代               | 護 士（第5集）                          |
| 2019年     | 她她她的少女時代               | 美 女（第10集）                         |
| 2019年     | 街坊財爺                       | 按摩師（第3集）                         |
| 2019年     | 金宵大廈                       | 喪 屍（第17、18集）                     |
| 2019年     | 金宵大廈                       | 記 者（第20集）                         |
| 2019年     | 牛下女高音                     | 跑 手（第6集）                          |
| 2019年     | 牛下女高音                     | 新 娘（第8集）                          |
| 2019年     | 牛下女高音                     | 船 客（第13集）                         |
| 2019年     | 解決師                         | 李婉婷                                  |
| 2019年     | 多功能老婆                     | MC&G 同事（第1、8、22集）               |
| 2019年     | 堅離地愛堅離地（海外首播）     | 青 年（第12、13集）                     |
| 2019年     | 過街英雄（海外首播）           | 美 女（第1集）                          |
| 2020年     | 丫鬟大聯盟                     | 姑 娘（第14集）                         |
| 2020年     | 黃金有罪                       | 商業罪案調查科警員（第26、27集）        |
| 2020年     | 大醬園                         | 丹 丹（第28集）                         |
| 2020年     | 機場特警                       | 報導員（第12集）                        |
| 2020年     | 機場特警                       | 伴 娘（第25集）                         |
| 2020年     | 降魔的2.0                      | 女 鬼（第10集）                         |
| 2020年     | 那些我愛過的人                 | 保險客人（第15集）                      |
| 2020年     | 殺手                           | 兔女郎（第1集）                         |
| 2020年     | 殺手                           | 路 人（第12集）                         |
| 2020年     | 迷網                           | 黑 工（第1、3、5集）                    |
| 2020年     | 反黑路人甲                     | 運動女子（第15集）                      |
| 2020年     | C9特工                         | 記 者（第1集）                          |
| 2020年     | C9特工                         | 劉主席助理（第12集）                    |
| 2020年     | 踩過界II                       | 主 播（第1集）                          |
| 2020年     | 踩過界II                       | 記 者（第10集）                         |
| 2020年     | 愛美麗狂想曲（myTV Gold 首播） | 美 女（第3集）                          |
| 2021年     | 失憶24小時                     | 《警訊》主持（第23集）                  |
| 2021年     | 伙記辦大事                     | 接待員（第11集）                        |
| 2021年     | 寶寶大過天                     | 記 者（第17集）                         |
| 2021年     | 刑偵日記                       | 蔡曉珊（第10集）                        |
| 2021年     | 智能愛人                       | 新聞報導員（第7、15、16、19、20、24集） |
| 2021年     | 我家無難事                     | 情 侶（第17集）                         |
| 2021年     | 把關者們                       | Winnie（第26集）                        |
| 2021年     | 換命真相                       | 客 人（第3集）                          |
| 2021年     | 換命真相                       | 美 女（第14、18集）                     |
| 2022年     | 鐵拳英雄                       | 女 子（第24集）                         |
| 2022年     | 童時愛上你                     | Apple（第1集）                          |
| 2022年     | 白色強人II                     | 女病人（第7集）                         |
| 2022年     | 下流上車族                     | 畢業生（第1集）                         |
| 2022年     | 法證先鋒V                      | 陸詩詩                                  |
| 2022年     | 超能使者                       | Yuki（第15集）                          |
| 2022年     | 輕·功                          | 路 人（第3、5、8、14集）                |
| 2024年     | 本尊就位                       |                                         |
| 2025年     | 富貴千團                       | 水著靚女（第2集）                       |
| 2025年     | 虛擬情人                       | 小野貓                                  |
| 邵氏兄弟   |                                |                                         |
| 2020年     | 非凡三俠                       | 高級餐廳食客                            |

### 綜藝節目
| 首播     | 節目名         | 備註                            |
| 無綫電視 |                |                                 |
| 2018年   | 新春辦年貨     | 演出開首音樂錄像                |
| 2018年   | 大玩特玩       | 固定演出                        |
| 2019年   | 姊妹淘         | 第三輯 第52集起、固定化妝模特兒 |
| 2022年   | 爭分奪秒同抗疫 | 固定演出                        |
| 2022年   | 流行都市       | 固定化妝模特兒                  |

### 主持節目
| 首播       | 節目名   | 備註     |
| 無綫電視   |          |          |
| 2018年至今 | 東張西望 | 外景主持 |

### 微電影
| 首映   | 電影名                               | 角色           |
| 2016年 | M.I.S.S.                             | Sylvia         |
| 2017年 | 聖誕·天降奇緣（無綫電視微電影）      | 關穎兒（年青） |
| 2019年 | 空投在我身邊的閨蜜（無綫電視微電影） | 電競玩家       |

## 外部連結
- 黎寬怡的X（前Twitter）
- 黎寬怡的Facebook專頁
- 黎寬怡的Instagram帳戶
- YouTube上的Kitty 貓仔頻道
- .   [2019-04-15]. （原始内容存档于2019-04-15）.